# アブソリュート・デュオ
『アブソリュート・デュオ』 (Absolute Duo) は、柊★たくみによる日本のライトノベルおよびそれを原作としたメディアミックス作品。イラストは浅葉ゆうが担当。MF文庫J（メディアファクトリー→KADOKAWA）から2012年から刊行されている。2015年2月時点でシリーズ累計発行部数は50万部を記録している。
成家慎一郎による漫画版が『月刊コミックアライブ』（メディアファクトリー）2013年7月号より連載された。原作が2巻の時点で漫画化決定し、『月刊コミックアライブ』誌上初めて漫画版初連載から2号連続で付録が付いた。

## あらすじ
昊陵学園に入学した九重透流は、学園に続く桜並木にたたずむ銀髪の美少女に見とれていた。そこへ、透流と同じ新入生だという永倉伊万里に声を掛けられ、入学式へ向かう。入学式では、理事長から新入生同士による入学のための決闘を行うことが宣言され、透流は伊万里と決闘することになってしまう。

## 登場人物

### 主要人物
九重 透流（ここのえ とおる）
声 - 松岡禎丞
本作の主人公。八月五日生まれ。
神奈川県藤沢市出身。ある目的のために昊陵学園に入学した。その理由には妹の音羽が関係している。《焔牙》は「楯」（シールド）。本来は武器を象る《焔牙》が防具として具現したため、「異能（イレギュラー）」の異名を持つ。4巻で位階IVに上がり、結界を張る力「絶刃圏（イージス・ディザイアー）」を発現するに至る。結界を重ねることによって、「絶刃圏・漆式」（セブンウォールド・イージス）を発動することができる。
数年前に妹の音羽と同じ道場に通う門下生をある事件で失っている。その事件の主犯である鳴皇 榊を恨んでおり復讐しようと胸に誓っており、音羽が鳴皇 榊に斬られる場面を直接目撃しているためトラウマとなって時折、悪夢にうなされている。小説の5巻で再会するが、一撃を与える前に《焔牙》ごと腕を切られ敗北する。
さらなる力を求め、七曜のユーゴと取引をし魔術を操る術を教わる。ユーゴ曰く、魔術の才能は皆無らしいが、鍛錬の末に基礎となる部分を習得する。《十三秒ノ雷命》を自力で発動させられるようになるのが目標だが魔術を完全に習得したわけでもなく、初心者よりも弱いためコンマ一秒しか発動できないため《〇．一秒ノ雷命》と名付けている。10巻で位階VIIに至る。
好物は粉末タイプのアップルティー。学園に入学し、ユリエと同室になってから一緒に飲むようになり、それが日課となっている。
ユリエ・シグトゥーナ
声 - 山本希望
本作のヒロインの一人。四月一日生まれ。透流の「絆双刃」（デュオ）で、ルームメイト。銀色の髪にアホ毛、雪色の肌、深紅の瞳の少女。北欧の国ギムレーから来た留学生。父親を殺した相手に復讐するために学園に入学する。「アベンジャー（復讐者）」と名乗っている。背中には父親を殺した人物に斬られたような傷が付いている。カナヅチ。
通訳の仕事をしている母親から日本語を教えてもらったため、日常会話に支障が無いレベルで日本語を話すことができる。六ヶ国語を話せる。書く方は母国語、英語、と少しの日本語だが、日本語は謎の象形文字と思われるくらい苦手。返事をする際に「はい、いいえ」をそれぞれ「ヤー、ナイ」と答えている。《焔牙》は「双剣（ダブル）」。
《超えし者》ではなく《醒なる者》。彼女の心身を守るために九十九博士が施したレベルリミットが度重なる死闘により外れやすくなり、5巻では位階IVクラス。まで解放されてしまい、《焔牙》の持つ力で彼女しか触れられない力場を空間に発生させ、それを蹴り加速し突進する技《天翔颯（ヴィンドイエールズ）》が使用可能となる。7巻ではさらに強くなるために特訓し、《天翔颯》の力場7回全てを一度に重ねて発動し高速で突進する《閃狼刃》（ヴァナルガンド）を覚える。
好物は粉末タイプのアップルティーになりつつある。学園に入学し、透流に勧められてから飲むようになり日課となっている。透流と同室になり一緒に寝ることも日課となっている。透流を気にかけており、父親のように思っていると語っているが、リーリスと競うようになってからは少しずつ変化していることに気が付いていない。酒の類に弱く、透流から一口もらったラムレーズンのアイスで酩酊状態になるほど。
リーリス・ブリストル
声 - 山崎はるか
本作のヒロインの一人。黄金色の髪に蒼玉の瞳の少女。透流を「絆双刃（デュオ）」にするため昊陵学園英国校から来た転入生。お嬢様育ちのせいかプライドが高く自己中心的。《焔牙》は「銃」（ライフル）。狩猟が趣味で幼少期から銃に慣れ親しんでいる。本来は象られることのない「銃」を具現したため、「特別（エクセプション）」の異名を持つ。
幹部の娘であることもあり、『特別』という言葉を使えば授業などの欠席も認められ、朔夜とは知己でありタメ口で話せるほどの権利を持っている。「異能（イレギュラー）」な透流を気に入り、「特別（エクセプション）」な自分にふさわしいと「絆双刃」に誘うが二度も断られてしまう。学園を巻き込んだ「生存闘争」（サバイヴ）を開催、そこに乱入した《神滅士》との死闘を経て、仲間というものを知り、透流以外の人物とも関わっていくようになり透流の婚約者を自称するようになる。透流を誘惑し、それを「デュオだから」とユリエが止めるのが日常となっている。
自分を「全てを終わらせる《深淵の光芒（アビス・レイ）》なのだから」と語る。6巻で位階IVに至っており《焔牙》解放の力は爆発を起こす銃弾「撃射承・榴（フェイスピアース）」。
透流と関わるようになってからは、任務に巻き込まれるも仲間たちと絆を深めあっている。
穂高 みやび（ほたか みやび）
声 - 今村彩夏
本作のヒロインの一人。巴の「絆双刃」。バストFカップとヒロインの中で一番胸が大きい少女。《焔牙》は「騎兵槍」（ランス）で位階II。
入学当初は体力不足で訓練についていけなかったが、透流に励まされトレーニングを続け、並みの体力を付けることに成功した。そんな中、次第に透流に対して恋心を抱き、分校との合同訓練の最終日の夕方2人きりになった時、波の音にまぎれて「好きだよ」といったのを透流に聞かれてしまい、勢いで告白する。透流が復讐者として生きる道を選んでいる自分を彼女に相応しくない、と躊躇したことを「いきなりの告白で迷惑だと思われた」と勘違いした彼女は去って行ってしまう。その後、1人になったみやびは装鋼の技師率いる《神滅士》に襲われてしまう。透流達の活躍でことなきをえるも、なにもできなかった弱い自分を悔い、島を去った後も悩み続けるところにエドワードが接触、甘言を用い彼女に装鋼（ユニット）を授ける。装鋼に取り付けられた洗脳装置により学園襲撃、透流たちと戦うが、透流の説得により正気を取り戻す。
その後、任務から戻った透流と花火大会でデートをすることになり、彼女はそこで、本当の強さを手に入れ強くなりたいと、そんな姿を透流に見て欲しいと語る。そして改めて透流に告白する。再び断られるが、彼にこれから好きになってもらえるようにと前向きになった。以降、透流のことが好きだと皆の前で言えるほど積極的にアプローチをするようになり、以降は実力面でも精神面でも成長を続け、9巻で位階IIIに至る。
橘 巴（たちばな ともえ）
声 - 諏訪彩花
本作のヒロインの一人。みやびの「絆双刃」。ストレートロングヘアの少女。《焔牙》は「鉄鎖（チェイン）」で位階III。小さい頃から武道に明け暮れていて、恋愛関連に関しては疎く透流に対して恋心を抱いているような描写があるが、本人は全く自覚していない。
実家が道場で橘流十八芸を修めており柔と鉄鎖を得意とする。思い込みが激しく、頭に血が上ると話を聞こうともしないが時間が立って冷静になってから話をすると勘違いと気付くことが多々ある。
本人の知らないところで朔夜から何かしら期待されており、透流と共に《絶対双刃》になることを望まれており透流が関わる任務に同行させることが多いが、なかなか思うような成果を上げていなかったが修羅會にて同じ門下である従兄との対決にて自分の芯を見つけ、レベルIVにいたる。
煉業は《門鎖織（インハリット・リネージュ）》。橘流の先人達が積み重ねてきた力や技を自らの魂に宿らせ使うことができる。
虎崎 葵（とらさき あおい）
声 - 花江夏樹
通称「トラ」。透流の友人で眼鏡をかけた小柄な男子生徒。中性的な風貌だが男らしく自他共に厳しい性格。《焔牙》は「印刀（カタール）」。背が小さいことを指摘されるのを嫌う。透流や音羽、榊とは違う道場出身だが、道場間の交流で知り合った。透流が話していないため榊が起こしたとされる道場焼失事件の真相は知らず、音羽の死亡も火災に巻き込まれたと思っている。8巻で位階IVに到り、煉業は《斬鐵閃（コールブランド）》。

### 学園の生徒
永倉 伊万里（ながくら いまり）
声 - 戸松遥
茶髪をライトグリーンの大きなリボンでポニーテールに結えている少女。昊陵学園入学式の伝統行事「資格の儀」では透流と対戦することになり、奮闘するも敗北。学園を去るが後に孤島にある分校（制服のスカートは赤色）に在籍してることが判明。位階II。《焔牙》は「刀（ブレード）」。明朗活発で気さくだが、プライドが高く手加減されることを嫌う。父親が経営する工場を再建するにあたって資金が必要となり、ドーン機関に入るために昊陵学園に入学する。透流に好意を抱いてはいるが家族のためにと、気持ちを封じ込める。
辰乃　龍太朗（たつの りゅうたろう）
声 - 川原慶久
通称タツ。トラの「絆双刃」。筋トレ好きで、トラには筋肉バカと言われている。《焔牙》は「偃月刀」。原作、アニメ共にセリフはなく、しゃべっているのを見られるのは漫画版のみ。
吉備津 桃（きびつ もも）
声 - 内田愛美
透流のクラスメイト。緑色の髪にストレートのセミロングヘアの少女。《焔牙》は「洋弓」。月見とKの死闘に巻き込まれることになる。重症を負った月見が復帰した後は彼女と一緒にいることが多い。月見が重症を負った際に駆けつけた透流のことが好きだとリーリスやみやびの前で公言するも、彼女らと争うつもりはなく、一番好きなのは月見だと言い、自分は愛人のような立場でも構わないと言う。
美和（みわ）
声 - 田中あいみ
分校生徒の一人。伊万里の「絆双刃」。《焔牙》は「苦無」。

### 学園関係者
九十九 朔夜（つくも さくや）
声 - 堀江由衣
昊陵学園理事長。《操焔の魔女（ブレイズ・デアボリカ）》の異名を持つ。ドーン機関に所属する遺伝子工学者。「絶対双刃（アブソリュート・デュオ）」に強い執着を見せる。愛らしい幼い外見だが「絶対双刃」に至るなら、周りがどれだけ犠牲になろうとも構わない冷酷な性格。戦闘能力はなく、護衛に三國と月見のどちらかを必ず付けている。《七曜（レイン）》の一人でもある。
月見 璃兎（つきみ りと）
声 - 田村ゆかり
昊陵学園の卒業生で主人公たちのクラス担任の女性教師。年齢は19歳（5月が誕生日）。位階Vの実力者。非常に陽気でハイテンションな性格をしておりムードメーカー的な存在。言動は奇天烈かつ過激だが本来の性格は好戦的でガラの悪い口調である。その性格を知るのは学園関係者と透流達のグループのみでクラスメイトには知られてなかったが、分校襲撃の際に本性を露にし戦い、後にクラスメイトにそのことを問い詰められ暴露されてしまう。以降ハイテンションな方を「白うさ先生」 本来のガラの悪い方を「黒うさ先生」と呼ばれるようになり生徒達の前でも両方の性格を出すようになる。両方の性格をクラスでも出すようになっても、クラスのムードメーカーな存在であり、死化羽を装備したKとの戦いで入院してる間は、クラスの雰囲気が重くなっていた。《焔牙》は《蛇腹剣（スネイク）》。《焔牙》の真の力は剣の3分の2が分離し輪になり高速回転をする《狂蛇環（ウロボロス）》作中では最初に《焔牙》真の力を解放している。また女子生徒に対するセクハラも公然と行っている。
三國（みくに）
昊陵学園の男性教師。年齢は20代後半、背が高く整った顔立ち。《焔牙》は13本の《突錐剣》。《装鋼の技師》の部下《神滅士》を圧倒する強さを持つ。

### 七曜（レイン）
エドワード=ウォーカー
声 - 西村知道
装鋼（ユニット）開発者。元ドーン機関開発局ナンバー2。《七曜（レイン）》の一人で《装鋼の技師（エクイプメント・スミス）》の《曜業（セファーネーム）》を持つ。
朔夜の祖父《操焔の魔博（ブレイズ・イノベイター）》に敗北後、道を違え機関に切り捨てられゴグマゴグに身をよせる。装鋼を開発し自尊心を満たすために行動するが、品評会、殺破遊戯と度を越えた暴走をする。後も同じようなことを続けられ《七曜》を表の世界に知られることを防ぐため《颶煉の裁者》により部下共々殺される。
アニメ版では殺される経緯が原作から大きく異なっており、殺破遊戯において透流に敗北したKを「この役立たずが」と罵声を浴びせながら杖で何度も殴りつけ、それに激怒したKに殺されるという流れになっている。
王城（おうぎ）
声 - 伊藤健太郎
浅黒い肌の大男。二年前の榊が起こしたとされる道場焼失事件で透流を救い出した人物。透流の目的を知っていて《雷神の一撃（ミョルニール）》を教え、昊陵学園へ入学を勧めた。《七曜（レイン）》の一人で、《冥柩の咎門（グレイヴ・ファントム）》の《曜業（セファーネーム）》を持つ。
クロヴィス
声 - 日野聡
軍服を着た青年。《七曜（レイン）》の一人で、《颶煉の裁者（テンペスト・ジャッジス）》の《曜業（セファーネーム）》を持つ。
他に《666（ザ・ビースト）》の支配階級《圜冥主（コキュートス）》の《第一圜（カイナ）》と非合法組織ゴグマゴグの幹部の顔を持つ。
ユーゴ
声 - 江口拓也
《聖庁（ホーリー）》所属の《七曜》の一人で、《煌闇の災核（ダークレイ・ディザスター）》の《曜業（セファーネーム）》を持つ。
《狂売会（オークション）》にて透流達と接触。透流に魔術という存在と扱いを教える。
朔夜曰く他の何者より《絶対双刃（アブソリュート・デュオ）》に到る可能性を秘めているという。
《颶煉の裁者》と敵対してる模様。
ベアトリクス=エミール=イェウッド
声 - 茅野愛衣
イェウッド国の王女。《聖庁（ホーリー）》所属の《七曜》の一人で《洌游の對姫（サイレント・ディーヴァ）》の《曜業（セファーネーム）》を持ち、《666（ザ・ビースト）》の支配階級《圜冥主（コキュートス）》の《第二圜（アンテノラ）》の顔を持ち《冽戯の對姫（カレント・ディーヴァ）》の異名も持つ。《異理の者（ミューテーション）》であり水を操る力を持つ。
鳴皇 榊を主として敬愛している。彼の指示で《紅蓮の演者（クリムゾン・アクトレス）》オトハを目覚めさせるも彼を敬愛する心から九重兄妹を憎み、音羽に透流を殺させようとする。8巻で音羽を使って透流を殺させることに失敗し、自らも透流らを殺そうとするも失敗する。傷を負い自室に戻ったところに鳴皇 榊と会い、一緒に姿を消す。表向きは療養中ということにしている。

### その他の人物
サラ
声 - 西田望見
リーリスに使える女性執事。透流のことが気に入らず冷たい態度を取る。
K
声 - 櫻井孝宏
本名 ケヴィン=ウェイフェア。スミスの配下。礼儀正しい青年だが、目的遂行のためなら手段を選ばず仲間の犠牲も厭わない。子供時代の出来事により透流の他人を守るという考えが気に食わなく、幾度となく彼を付け狙う。《殺破遊戯》（キリング・ゲーム）に敗北後、組織に切り捨てられ重症を負うが、エドワードが遺した（アニメ版ではエドワードから強奪した）外部兵装《死化羽（デストラクション）》を手に入れ透流に最後の戦いを挑むも敗北。学園地下に拘束されるが、転移してきた何者かによって体を左右に切断されて殺された。
鳴皇 榊（なるかみ さかき）
透流の復讐の相手。透流や音羽と同じ道場で学んでいた。二年前に音羽を殺したとされる人物。五巻で里帰りした透流（位階IV）と対峙するが、たやすくあしらい彼の《焔牙》と左腕を切り落とした。光から創り出した武器・白い刀身に黒い刃を持つ刀《煌牙（オーガ）》を使う。《七曜》からはソレイユと呼ばれている。
音羽（おとは）
声 - 田中真奈美
透流の妹。2年前に榊に背中を切られて殺されたとされるが、生存していたことが判明。正確には《颶煉の栽者》が禁呪である《反魂法》を用いて、人造生命体として蘇っている。蘇った後は記憶をなくし、ベアトリクスの元にいたが、彼女の嫉妬から、透流は世界の敵として偽りを吹き込まれ、透流を殺すために襲撃するも透流の力により記憶を取り戻した。記憶を取り戻した後は、朔夜が彼女を引き取り、透流たちの一学年下の後輩として学園に入学することになるが実際《超えし者》ではないため登校はしておらず、学園内を制服姿なら歩き回ってもあやしまれないための処置であり一般生徒には特待生と説明されている。勉強はサラが教えている。
ユーゴ曰く、その時点で彼女の命は半年と言われているが本人には力を使うなとしか説明されず、ユーゴ自ら透流にも炎を使うと寿命が縮まるとしか説明されなく彼もそれを本人に体力を消耗しすぎるから使うなとごまかして言ってしまったため、《修羅會》参加に指名された時も、透流達を守りたいという信念から秘密裏に特訓をし続けて体の崩壊が早まってしまう。後にユーゴから自分の余命が一カ月も無いことを聞かされながらも、《修羅會》に参加。《修羅會》を生き残るも透流達を守るために力を使い果たしてしまい皆に見守られる中、消滅してしまう。消滅時に現れた榊に告白し一人の男の子として好きだったと告げ榊も彼女が好きだったと告げる。ベアトリクスにより、調整され《紅蓮の演者》となり炎を操ることができる。髪の毛が普段は茶髪だが、能力を使うときは桜色になる。
ヴァレリア=カーライル
子供の頃の力に目覚めたユリエを保護した人物。位階VIIで護凌衛士最強の《超えし者》。
軍人気質で厳しい性格だが、プライベートでのユリエに関してだけは性格も激変し、頬ずりをしたりなど、普通の妹を愛する姉のような感覚で接する。《焔牙》は戦棍型の《星華棍（モーニングスター）》で煉業は《天翔星（フォーリングスター）》。
ライアン=ウェイフェア
声 - 三宅貴大
Kの兄で既に故人。Kに相当慕われていたのだが、Kが子供の頃に何者かに殺されてしまった。彼の死が、Kのその後の人生を大きく狂わせることになった。

## 用語
黎明の星紋（ルキフル）
生体超化ナノマシン。ドーン機関が開発。
超えし者（イクシード）
《黎明の星紋》を投与された者。身体能力が超化される。人工的に目覚めさせた《醒なる者》。
醒なる者（エル・アウェイク）
人に秘められた《力》に覚醒せし者。
焔牙（ブレイズ）
《黎明の星紋》を投与された者の魂を具現化した武器、とされる物。普通に使えば魂にダメージを負わせるだけで体に傷はつけられないが、強い殺意や敵意など、相手を傷つける強い意志を持って使うと体にも傷を負わせることができる。位階IVになると真の力を解放することが出来、炎の色が紅から蒼に変わる。焔牙は魂で出来ているため、砕かれると寝てしまう。
煉業（リヴォルト）
焔牙の解放した力の総称。能力は大きく二つの特性に分かれる。特異な力を宿すも使用回数に制限がある意思発（アクティブ）型。シンプルに巨大な力を宿し回数制限がない常時発動（パッシブ）型。
星紋（アスター）
《超えし者》が《焔牙》を出現する際に、胸元に浮き上がる印。
絆双刃（デュオ）
学園が定めているパートナー制度。
資格の儀（しかくのぎ）
昊陵学園入学式の伝統行事。入学式時の隣に座る者がパートナーとなり、そのパートナーと決闘すること。武器の使用制限無し。《焔牙》の使用も許可される。制限時間は10分以内。
咬竜戦（こうりゅうせん）
一年生全員と、選抜された二年生の《絆双刃（デュオ）》 4組との交流戦（焔牙模擬戦）。
生存闘争（サバイブ）
咬竜戦の代わりに行われた、リーリス主催「クラスメイトと親睦を深めるための（ダンス）パーティー」。一年生全員とリーリス1人による焔牙模擬戦。
昊陵学園（こうりょうがくえん）
戦闘技術訓練校。九十九朔夜理事長のために作られた研究施設。
昊陵学園 英国校（こうりょうがくえん いぎりすこう）
正式名称は「フォレン聖学園」。昊陵学園と同じくドーン機関によって創設された兄弟校。日本国外で唯一《超えし者（イクシード）》を育成している。
学生証
クレジットカード機能が付加されたもの。昊陵学園生徒は、生活費として月10万円を限度として使用することが出来る。
異理の者（ミューテーション）
見た目は人間だが生まれながらにして超常的な力も持つ存在。

## 既刊一覧

### 小説
|    | タイトル                                     | 初版第一刷発行日（発売日） | ISBN              |
| -- | -------------------------------------------- | -------------------------- | ----------------- |
| 1  | アブソリュート・デュオI 告白は蒼刻の夜に     | 2012年8月31日（8月24日）   | 978-4-84-014604-3 |
| 2  | アブソリュート・デュオII 嘘と真と赤い紅      | 2012年12月31日（12月25日） | 978-4-84-014934-1 |
| 3  | アブソリュート・デュオIII 渚に揺れる恋物語り | 2013年6月30日（6月25日）   | 978-4-84-015228-0 |
| 4  | アブソリュート・デュオIV 黎明せし異能の境界  | 2013年11月30日（11月25日） | 978-4-04-066029-5 |
| 5  | アブソリュート・デュオV 闇ノ銀狼、光ノ深淵   | 2014年3月31日（3月25日）   | 978-4-04-066312-8 |
| 6  | アブソリュート・デュオVI 風と焔と雷と        | 2014年7月31日（7月25日）   | 978-4-04-066911-3 |
| 7  | アブソリュート・デュオVII 禁忌の果実         | 2014年12月31日（12月25日） | 978-4-04-067312-7 |
| 8  | アブソリュート・デュオVIII Memories Connect  | 2015年3月31日（3月25日）   | 978-4-04-067473-5 |
| 9  | アブソリュート・デュオIX ashes to ashes,     | 2015年7月31日（7月24日）   | 978-4-04-067717-0 |
| 10 | アブソリュート・デュオX dust to dust.        | 2016年1月31日（1月25日）   | 978-4-04-068036-1 |
| 11 | アブソリュート・デュオXI Jeg kan lide dig,   | 2016年7月31日（7月25日）   | 978-4-04-068455-0 |

### 漫画
アブソリュート・デュオ
成家慎一郎作画。
|   | タイトル                 | 発売日         | ISBN              |
| - | ------------------------ | -------------- | ----------------- |
| 1 | アブソリュート・デュオ 1 | 2013年11月22日 | 978-4-04-066113-1 |
| 2 | アブソリュート・デュオ 2 | 2014年9月23日  | 978-4-04-066850-5 |
| 3 | アブソリュート・デュオ 3 | 2015年3月23日  | 978-4-04-067288-5 |
| 4 | アブソリュート・デュオ 4 | 2017年9月23日  | 978-4-04-069202-9 |

アブソリュート・デュオ TEA PARTY
及川徹作画のスピンオフ。単行本には鍵空とみやきによるアフレコレポート漫画も掲載された。
|   | タイトル                         | 発売日        | ISBN              |
| - | -------------------------------- | ------------- | ----------------- |
| 1 | アブソリュート・デュオ TEA PARTY | 2015年1月23日 | 978-4-04-067245-8 |

## テレビアニメ
2014年7月に開催されたイベント「MF文庫J 夏の学園祭2014」にてテレビアニメ化が発表され、2015年1月から3月まで放送された。
北米ではファニメーション、オーストラリアではマッドマン・エンターテインメントがライセンスを取得している。

### スタッフ
- 原作 - 柊★たくみ（MF文庫J『アブソリュート・デュオ』／KADOKAWA メディアファクトリー刊）[24]
- 原作イラスト - 浅葉ゆう[24]
- 監督 - 中山敦史[24]
- シリーズ構成 - 鴻野貴光[24]
- キャラクターデザイン - 佐野恵一[24]
- 総作画監督 - 佐野恵一[24]、田中紀衣[24]
- 焔牙デザイン - 小島崇史[24]
- 美術監督 - 益田健太[24]
- 色彩設計 - 津守裕子[24]
- CGディレクター - 濱村敏郎
- 撮影監督 - 町田啓[24]
- 編集 - 木村佳史子[24]
- 音響監督 - 高寺たけし[24]
- 音楽 - 平沢敦士[24]
- 音楽制作 - KADOKAWA（メディアファクトリー）[24]
- 音楽プロデューサー - 竹山沙織
- プロデューサー - 伊藤誠、神長敬祐、大貫一雄、清水美佳、小宮英武、上様
- アニメーション制作 - エイトビット[24]
- 製作 - アブソリュート・デュオ製作委員会（KADOKAWA、ショウゲート、AT-X、アミューズメントメディア総合学院 AMGエンタテインメント、エイトビット、feng）[4]

### 主題歌
「Absolute Soul」
オープニングテーマ。作詞は坂井竜二、作曲は若林充、編曲は村井大、歌は鈴木このみ。
「Believe×Believe」
第1〜3話および最終話エンディングテーマ。作詞はSugarLover、作曲は斎藤悠弥、編曲はN@oki、斎藤悠弥、歌はユリエ=シグトゥーナ（山本希望）。
「アップルティーの味」
第4〜7話エンディングテーマ。作詞は永塚健登、作曲・編曲は楊慶豪、歌はユリエ=シグトゥーナ（山本希望）とリーリス=ブリストル（山崎はるか）。第6話はリーリスのソロバージョンが使用された。
「2/2」
第8〜10話エンディングテーマ。作詞は高瀬愛虹、作曲・編曲は白戸佑輔、歌は穂高みやび（今村彩夏）と橘巴（諏訪彩花）。

### 各話リスト
| 話数 | サブタイトル                                           | 脚本           | 絵コンテ       | 演出            | 作画監督                                                                                          |
| ---- | ------------------------------------------------------ | -------------- | -------------- | --------------- | ------------------------------------------------------------------------------------------------- |
| #01  | 焔牙/ブレイズ                                          | 鴻野貴光       | 中山敦史       | 鈴木孝聡        | 松井理和子、熊田亜輝 山中正博、田中紀衣                                                           |
| #02  | 絆双刃/デュオ                                          | 鴻野貴光       | 小島正士       | 有江勇樹        | 鈴木美音織、小池恵                                                                                |
| #03  | 復讐者/アヴェンジャー                                  | 鴻野貴光       | まついひとゆき | 間島崇寛        | 斉藤寛、赤尾良太郎、関口雅浩 大河原晴男、徳倉栄一                                                 |
| #04  | 特別/エクセプション                                    | あおしまたかし | 金崎貴臣       | 村田尚樹        | 出野喜則、鎌田均                                                                                  |
| #05  | 位階昇華/レベルアップ                                  | 山田靖智       | 寺東克己       | 佐々木真哉      | 山内則康                                                                                          |
| #06  | 生存闘争/サバイヴ                                      | あおしまたかし | 斎藤哲人       | 飯田薫久        | 松井理和子、山中正博、酒井秀基 熊田亜輝、小島彰、福永智子 桜井木ノ実、波風立志 能條理行、関口雅浩 |
| #07  | 銀色の髪 黄金色の髪 /シルバーブロンド イエロートパーズ | 山田靖智       | サトウシンジ   | 政木伸一        | 鈴木奈都子、青山まさのり                                                                          |
| #08  | 品評会/セレクション                                    | あおしまたかし | 山本裕介       | 鈴木孝聡        | 鯉川慎平                                                                                          |
| #09  | 神滅部隊/リベールス                                    | 鴻野貴光       | 菊地康仁       | 間島崇寛        | 齊藤寛、山中正博、日高真由美 酒井秀基、熊田亜輝 横井秀章、大原大                                  |
| #10  | 七芒夜会/レイン・カンファレンス                        | 山田靖智       | まついひとゆき | まついひとゆき  | 鈴木美音織、小池恵、阿部智之                                                                      |
| #11  | 殺破遊戯/キリング・ゲーム                              | あおしまたかし | サトウシンジ   | 森義博 飯田薫久 | 山内則康、鎌田均、謝苑倩 糸島雅彦、杉藤さゆり 徳倉栄一、山中正博                                  |
| #12  | 絶対双刃/アブソリュート・デュオ                        | 鴻野貴光       | 金崎貴臣       | 鈴木孝聡        | 酒井秀基、関口雅浩、松井理和子 斎藤寛、戸倉栄一、山中正博 熊田亜輝、日高真由美                    |

### 放送局
| 放送期間               | 放送時間                     | 放送局     | 対象地域 | 備考                              |
| ---------------------- | ---------------------------- | ---------- | -------- | --------------------------------- |
| 2015年1月4日 - 3月22日 | 日曜 20:30 - 21:00           | AT-X       | 日本全域 | 製作委員会参加 / リピート放送あり |
| 2015年1月6日 - 3月24日 | 火曜 0:00 - 0:30（月曜深夜） | TOKYO MX   | 東京都   |                                   |
|                        |                              | サンテレビ | 兵庫県   |                                   |
|                        | 火曜 1:00 - 1:30（月曜深夜） | KBS京都    | 京都府   |                                   |
|                        | 火曜 2:05 - 2:35（月曜深夜） | テレビ愛知 | 愛知県   |                                   |
| 2015年1月9日 - 3月27日 | 金曜 0:00 - 0:30（木曜深夜） | BS11       | 日本全域 | 『ANIME+』枠                      |

| 配信期間               | 配信時間                     | 配信サイト         |
| ---------------------- | ---------------------------- | ------------------ |
| 2015年1月9日 - 3月27日 | 金曜 0:30 - 1:00（木曜深夜） | ニコニコ生放送     |
|                        | 金曜 1:00（木曜深夜） 更新   | ニコニコチャンネル |
| 2015年1月16日 - 4月3日 | 金曜 0:00（木曜深夜） 更新   | GYAO!              |

### BD / DVD
| 巻 | 発売日       | 収録話          | 規格品番  | 規格品番  |
| 巻 | 発売日       | 収録話          | BD        | DVD       |
| -- | ------------ | --------------- | --------- | --------- |
| 1  | 2015年4月8日 | 第1話 - 第2話   | ZMXZ-9911 | ZMBZ-9921 |
| 2  | 2015年5月8日 | 第3話 - 第4話   | ZMXZ-9912 | ZMBZ-9922 |
| 3  | 2015年6月3日 | 第5話 - 第6話   | ZMXZ-9913 | ZMBZ-9923 |
| 4  | 2015年7月8日 | 第7話 - 第8話   | ZMXZ-9914 | ZMBZ-9924 |
| 5  | 2015年8月5日 | 第9話 - 第10話  | ZMXZ-9915 | ZMBZ-9925 |
| 6  | 2015年9月2日 | 第11話 - 第12話 | ZMXZ-9916 | ZMBZ-9926 |

### Webラジオ
『アブソリュート・ラジオ 〜昊陵学園放送部〜』のタイトルで2014年12月26日から2015年4月10日まで音泉にて配信されていた。パーソナリティは山本希望（ユリエ＝シグトゥーナ役）、山崎はるか（リーリス＝ブリストル役）、今村彩夏（穂高みやび役）、諏訪彩花（橘巴役）。

### ゲーム
『アブソリュート・デュオ 《超えし者》の宴　EXCEED CARNIVAL』のタイトルでAMGゲームスによりMobageで2015年3月11日よりソーシャルゲームが提供されていた。2015年9月30日をもって終了した。